# Garaneberkees
Das Garaneberkees, auch Garaneber Kees oder in alten Karten: Geraneber Kees, ist ein Gletscher im Eichhamstock der Venedigergruppe in den Gemeinden Prägraten am Großvenediger und  Matrei in Osttirol im Bezirk Lienz (Osttirol).

## Lage und Ausdehnung
Das Garaneberkees befindet sich im Talschluss des Kleinitztals oberhalb des Eissees, der den Timmelbach speist. Der Gletscher liegt auf der Nordwestseite des Eichhamstocks umrahmt von den Gipfeln der Weißspitze im Nordwesten, dem Vorderen Seekopf im Nordosten, dem Hinteren Seekopf im Westen und dem Kleinen Hexenkopf bzw. Großen Hexenkopf im Südwesten. Durch den Gletscher verläuft die Grenze zwischen den Gemeinden Prägraten am Großvenediger und Matrei in Osttirol, wobei die Gemeinde Prägraten den wesentlich größeren Anteil am Gletscher hat. Das Garaneberkees ist heute zerfallen. Es besteht aus dem Nördlichen Garaneberkees an der Südflanke der Weißspitze sowie Gletscherresten an der Westseite des Hinteren Seekopfs bzw. an der Nordflanke zwischen Großem und Kleinen Hexenkopf.
Das Garaneberkees umfasste Ende 2018 0,3 km².

## Geschichte
Anfang der 1870er Jahre bedeckte das Garaneberkees noch den gesamten Talkessel oberhalb des Eissees und reichte damit bis auf rund 2700 Metern herab. Es reichte vom Wallhorntörl über die Seeköpfe bis zum Westgrat des Großen Hexenkopfes. Der Gletscher reichte dabei bis zu den Verbindungsgraten der Berge und hatte an der Seekopfscharte eine Verbindung zum Mailfrosnitzkees. Der Eissee existierte zu diesem Zeitpunkt noch nicht. Im Zuge des Gletscherschwundes zog sich das Garaneberkees zunächst nur langsam zurück. Bis zum ersten Viertel des 20. Jahrhunderts hatte sich die Fläche des Gletschers nur wenig verändert, jedoch bildete sich durch das Abschmelzen bereits der Eissee. Auch Mitte des 20. Jahrhunderts war der Großteil der Eisfläche noch erhalten und die Verbindung zum Mailfrosnitzkees bestand.
Das Garaneberkees umfasste 1850 2,22 km² und schrumpfte bis zum Jahr 1969 auf 1,15 km² bzw. bis 2013 auf 0,47 km². Das Tiroler Rauminformationssystem kartierte für den Nordteil des inzwischen zerfallenen Gletschers 0,22 km² und für den Südteil nur noch 0,08 km².